# Epiechinus pseudopumilus
Epiechinus pseudopumilus är en skalbaggsart som beskrevs av Vienna 1987. Epiechinus pseudopumilus ingår i släktet Epiechinus och familjen stumpbaggar. Inga underarter finns listade i Catalogue of Life.